# Florentin Chauvet
Pour les articles homonymes, voir Chauvet.
Florentin Louis Chauvet, né à Béziers le 4 mars 1878 et mort à Paris 12e le 3 mai 1958, est un peintre et sculpteur français.

## Biographie
Élève de Gabriel-Jules Thomas, il expose au Salon des artistes français à partir de 1902 et y reçoit une mention honorable en 1903 et une médaille de 3e classe en 1905. Il prend part aussi au Salon d'automne et au Salon des Tuileries.